# Timofiej Fłorinski

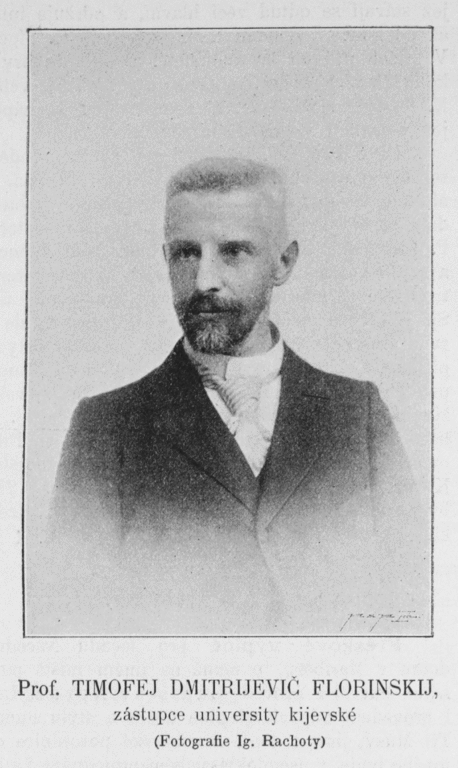
Timofiej Fłorinski w 1898 r.

Timofiej Fłorinski (ur. 28 października 1854 w Petersburgu, zm. 2 maja 1919 w Kijowie) – rosyjski historyk i slawista, bizantynolog.

## Życiorys
Był synem duchownego prawosławnego, protoprezbitera soboru św. św. Piotra i Pawła w Petersburgu i historyka Rosyjskiego Kościoła Prawosławnego Dmitrija Fłorinskiego (1827-1888). Ukończył III gimnazjum klasyczne w Petersburgu ze złotym medalem. W 1876 ukończył studia na wydziale historyczno-filologicznym Uniwersytetu Petersburskiego, uzyskując złoty medal za końcową pracę poświęconą krytycznej analizie świadectw Konstantyna Porfirogenety na temat Słowian południowych. Został stypendystą profesorskim i w 1881 obronił dysertację magisterską poświęconą Słowianom południowym w Bizancjum do pocz. XIV w.. Od 1882 docent uniwersytetu św. Włodzimierza w Kijowie, gdzie wykładał historię Słowian oraz języki i literatury słowiańskie. W 1888 uzyskał tytuł naukowy doktora, po czym został mianowany profesorem zwyczajnym i dziekanem wydziału historyczno-filologicznego uniwersytetu w Kijowie.
W 1908 współtworzył Klub Nacjonalistów Rosyjskich w Kijowie i wszedł w skład jego zarządu. Był przeciwnikiem niepodległości Polski, twierdził bowiem, że państwo niemieckie jest na tyle silne, by całkowicie zgermanizować, a nawet dokonać fizycznej eksterminacji Polaków; w rezultacie granica niemiecko-rosyjska miałaby przesunąć się na wschód. Z jego inicjatywy klub udzielał wsparcia moskalofilskim bursom w Galicji. Fłorinski uważał galicyjskich Rusinów (Ukraińców) za część narodu rosyjskiego. Był honorowym członkiem Galicyjsko-Russkiego Towarzystwa Dobroczynnego.
Otrzymał Nagrodę im. Łomonosowa Cesarskiej Akademii Nauk za pierwszą część swoich opublikowanych wykładów z językoznawstwa słowiańskiego oraz Nagrodę im. Kotlarewskiego Cesarskiej Akademii Nauk za ich drugą część. Za pracę poświęconą plemionom słowiańskim został wyróżniony złotym medalem Cesarskiego Rosyjskiego Towarzystwa Geograficznego. Opublikował także następujące prace: Афонские акты и фотографические снимки с них в собраниях П.И. Севастьянова, (Petersburg 1880),  Политическая и культурная борьба на греческом Востоке в первой половине XIV века (Kijów 1883). Jego prace wywarły znaczny wpływ na rozwój mediewistyki w państwach słowiańskich. Szczególnie ceniony jest jego dorobek w zakresie badań dziejów Słowian południowych i wpływem Bizancjum na nie. 
W 1915 działał w komitecie "Kijów – Galicjanom".
Został stracony przez Czekę w Kijowie po jego zdobyciu przez bolszewików.
Jego synem był Michael Florinsky (1894-1981), historyk amerykański, badacz dziejów Rosji.